# Nervio cigomático
El nervio cigomático es una rama del nervio maxilar, que entra en la órbita para dar la inervación de la piel adyacente a los huesos temporal y cigomático.

## Anatomía
El nervio emerge del nervio maxilar en la fosa pterigopalatina, y avanza hacia adelante para entrar a la órbita a través de la fisura orbitaria inferior. En dicha cavidad se divide en sus dos ramas. La rama cigomaticotemporal pasa por la pared lateral de la órbita, y se introduce en el hueso cigomático a través de un conducto óseo, sube y llega a la fosa temporal por medio de un pequeño foramen. Allí inerva la piel de la sien. La rama cigomaticofacial avanza por la pared lateral de la órbita  y se introduce en el hueso cigomático para salir por su superficie anterolateral, e invervar la piel de ese sector.